# Stummelschwanzstelze
Die Stummelschwanzstelze (Motacilla bocagii, Syn.: Amaurocichla bocagei, Amaurocichla bocagii) auch Bräunling ist eine Singvogelart, die auf der Insel São Tomé im Golf von Guinea endemisch ist. Er galt lange als Vertreter der Grasmückenartigen (Sylviidae), in einer jüngeren genetischen Studie wird er jedoch eher zur Familie der Stelzen und Pieper (Motacillidae) gerechnet. Die Stummelschwanzstelze galt zwischen 1929 und 1990 als verschollen.

## Merkmale
Die Stummelschwanzstelze erreicht eine Länge von elf Zentimetern. Es ist eine kleine, kurzschwänzige Art mit einem geraden Schnabel und ziemlich langen Beinen. Der Oberkopf und die Oberseite, einschließlich Oberflügel und Schwanz, sind einfarbig dunkelbraun. Die Kopfseiten sind dunkelbraun mit einem schwachen, hellen Überaugenstreif und rötlichbraun gefärbten Ohrdecken. Das Kinn und das Kehlzentrum sind weißlich. Die Kehl- und Halsseiten, die Brust und die Flanken sind rötlichbraun. Der Bauch und die Unterschwanzdecken sind grau gelbbraun. Die Iris ist dunkelbraun. Die Spitze des Unterschnabels ist hell. Die Beine sind dunkelrosa bis hell fleischfarben. Die Geschlechter ähneln sich. Die juvenilen Vögel sind offenbar unbeschrieben.

## Verbreitungsgebiet
Das Verbreitungsgebiet erstreckt sich von Formoso Grande und den Ufern des Rio Io Grande und des Rio Ana Chaves über die Region von São Miguel bis zu den Flusstälern des Xufexufe und des Quija.

## Lebensraum
Die Stummelschwanzstelze bewohnt das Unterholz und den Boden feuchter Primärwälder. Gewöhnlich ist er unter bemoosten Felsen und umgefallenen Baumstämmen sowie an Rändern von Flüssen und Bächen zu beobachten.

## Lebensweise
Die Nahrung der Stummelschwanzstelze besteht aus kleinen Gliederfüßern, die er an Bachläufen, auf Felsen sowie unter Kies und herabgefallenem Laub aufpickt. Er geht hauptsächlich auf dem Boden auf Nahrungssuche und bewegt sich dabei ähnlich wie ein Pieper. Gelegentlich sitzt er auf niedrighängenden Zweigen und fliegt bis zum mittleren Baumstockwerk. Über sein Fortpflanzungsverhalten und seine Wanderungen ist nichts bekannt.

## Status
Zwischen 1892 und 1928 war die Stummelschwanzstelze nur von sechs Aufsammlungen bekannt. In den Jahren 1928/1929 fing der portugiesische Präparator und Tiersammler José G. Correia 14 Exemplare. Danach galt die Art lange als verschollen, bis sie im August 1990 in den Tälern des Rio lo Grande, des Rio Ana Chaves, des Xufexufe und des Quija wiederentdeckt wurde. Die IUCN stuft die Stummelschwanzstelze in die Kategorie „gefährdet“ (vulnerable) ein. Er ist auf die Flusstäler in der Zentralregion und im Süden São Tomés beschränkt, wo noch ausreichend Feuchtwälder vorhanden sind. In den Tälern der Agua Ribeira nahe Formosa Grande und um São Miguel kommt er noch relativ häufig vor. BirdLife International vermutet einen Bestand von weniger als 1000 Exemplaren. Eine unmittelbare Gefährdung durch Waldzerstörung ist jedoch gegenwärtig nicht erkennbar, da sein Lebensraum nur schwer erreichbar ist.

## Systematik
Die Stummelschwanzstelze ist monotypisch und galt früher als einziger Vertreter der Gattung Amaurocichla. Bei ihrer Erstbeschreibung im Jahr 1905 wurde die Rostflanken-Bülbülgrasmücke aus Sierra Leone ebenfalls in diese Gattung gestellt, bevor sie 1918 in die Gattung Macrosphenus transferiert wurde. Die verwandtschaftlichen Beziehungen der Stummelschwanzstelze galten lange als unsicher. Er weist Ähnlichkeiten mit Arten der Gattung Macrosphenus auf. Besonderheiten zeigen sich jedoch in seinem stumpfen Schnabel und in den verkümmerten äußersten Handschwingen. Verwandtschaften zu neotropischen Arten oder zu den Timalien wurden ebenfalls vermutet, wenn auch nur vorübergehend. In einer im Jahr 2008 veröffentlichten Studie wurden erstmals die verwandtschaftlichen Beziehungen der Gattung Amaurocichla mit den Stelzen und Piepern aufgezeigt. 2015 wurde dies in einer weiteren Studie bestätigt. 2018 wurde die Stummelschwanzstelze vom International Ornithological Congress in die Gattung Motacilla gestellt. 